# Prvenstvo BLP 1934-1935
Il Prvenstvo Beogradskog loptičkog podsaveza 1934./35., in cirillico Првенство Београдског лоптичког подсавеза 1934./35., (it. "Campionato della sottofederazione calcistica di Belgrado 1934-35") fu la sedicesima edizione del campionato organizzato dalla Beogradski loptački podsavez (BLP).
Questa fu la seconda edizione del Prvenstvo BLP ad essere di seconda divisione, infatti le migliori squadre zagabresi militavano nel Državno prvenstvo 1934-1935, mentre i vincitori sottofederali avrebbero disputato gli spareggi per la promozione al campionato nazionale successivo.
Il campionato era diviso era diviso fra le squadre di Belgrado città (divise in più classi, razred) e quelle della provincia (divise in varie parrocchie, župe). La vincitrice della 1. razred disputava la finale sottofederale contro la vincente del campionato provinciale.
Il campionato venne vinto dallo Šparta Zemun, al suo secondo titolo nella BLP. Il titolo diede al club l'accesso alle qualificazioni al Campionato nazionale 1935-36.

## Prima classe "A"
Su proposta del SK Borac di Belgrado, alla riunione annuale della BLP del 7 luglio 1935, si decise di sospendere l'ulteriore svolgimento delle partite di campionato, a Belgrado ed a Zemun, per le classi I/B, II e III. È stata completata solo la classe I/A per designare il campione BLP che avrebbe partecipato alle qualificazioni al Campionato nazionale 1935-36. Non vi furono né promozioni, né retrocessioni.
Le prime tre in classifica si qualificarono per la Prima classe 1935-36, dove venne istituito un girone a 6 squadre assieme alle migliori 3 compagini cittadine (Jugoslavija, BSK e BASK).

### Classifica
|                   | Pos. | Squadra            | Pt | G  | V  | N | P  | GF | GS | QR    |
| ----------------- | ---- | ------------------ | -- | -- | -- | - | -- | -- | -- | ----- |
|                   | 1.   | Šparta Zemun       | 32 | 18 | 15 | 2 | 1  | 75 | 26 | 1,950 |
|                   | 2.   | Jedinstvo Belgrado | 27 | 18 | 12 | 3 | 3  | 56 | 28 | 2,000 |
|                   | 3.   | Sloga Belgrado     | 23 | 18 | 9  | 5 | 4  | 40 | 33 | 1,212 |
|                   | 4.   | ZAŠK Zemun         | 21 | 18 | 9  | 3 | 6  | 43 | 36 | 1,194 |
|                   | 5.   | Vitez Zemun        | 19 | 18 | 7  | 5 | 6  | 30 | 36 | 0,833 |
|                   | 6.   | Slavija Belgrado   | 16 | 18 | 7  | 2 | 9  | 28 | 37 | 0,756 |
|                   | 7.   | Obilić             | 15 | 18 | 6  | 3 | 9  | 25 | 35 | 0,714 |
|                   | 8.   | Grafičar Belgrado  | 14 | 18 | 5  | 4 | 9  | 41 | 43 | 0,953 |
|                   | 9.   | BUSK Belgrado      | 9  | 18 | 3  | 3 | 12 | 33 | 50 | 0,660 |
|                   | 10.  | Radnički Belgrado  | 4  | 18 | 2  | 0 | 16 | 16 | 63 | 0,253 |
| Fonte: exyufudbal |      |                    |    |    |    |   |    |    |    |       |

Legenda:
      Campione della BLP e ammesso alle qualificazioni al Campionato nazionale 1935-36.
      Ammesso alla Prima classe 1935-36.
      Retrocessa nella classe inferiore.
Note:
Due punti a vittoria, uno a pareggio, zero a sconfitta.

## Classi inferiori
Il 7 luglio 1935 la BLP decise di sospendere l'attività delle classi inferiori. Non vi furono né promozioni, né retrocessioni.
Nella stagione 1934-35, i campionati della città di Belgrado contavano 60 squadre divise in quattro classi:
- 10 squadre in 1.A razred
- 10 squadre in 1.B razred
- 20 squadre in 2. razred (10 nel gruppo Sava e 10 nel gruppo Drava)
- 20 squadre in 3. razred (10 nel gruppo Drina e 10 nel gruppo Morava)[3]

### 1.B razred
| Pos. | Squadra    | G  | V | N | P | GF | GS | QR    | Pt |
| ---- | ---------- | -- | - | - | - | -- | -- | ----- | -- |
| 1    | Čukarički  | 13 | 9 | 2 | 2 | 31 | 17 | 1,824 | 20 |
| 2    | Ruski SK   | 11 | 6 | 3 | 2 | 27 | 17 | 1,588 | 15 |
| 3    | Srpski mač | 10 | 7 | 0 | 3 | 19 | 12 | 1,583 | 14 |
| 4    | Brđanin    | 13 | 4 | 3 | 6 | 25 | 18 | 1,389 | 11 |
| 5    | Palilulac  | 8  | 4 | 3 | 1 | 16 | 6  | 2,667 | 11 |
| 6    | Balkan     | 12 | 4 | 3 | 5 | 28 | 26 | 1,077 | 11 |
| 7    | Sparta     | 13 | 4 | 2 | 7 | 22 | 31 | 0,710 | 10 |
| 8    | Dušanovac  | 9  | 3 | 0 | 6 | 10 | 23 | 0,435 | 6  |
| 9    | Pupin      | 11 | 3 | 0 | 8 | 19 | 26 | 0,731 | 6  |
| 10   | Uskok      | 10 | 1 | 2 | 7 | 8  | 23 | 0,348 | 4  |